# Пластинчатоногая жаба
Пластинчатоногая жаба (лат. Nectophryne batesii) — вид бесхвостых земноводных из рода лазающих жаб (Nectophryne) семейства жаб (Bufonidae).
Отмечен в районе, простирающемся от южного Камеруна до юго-западного Габона через юго-запад Центральноафриканской Республики до северо-востока Демократической Республики Конго; предположительно встречается в Экваториальной Гвинее и Конго, и, возможно, в Нигерии, но пока там не зарегистрирован. Видовое название присвоено в честь Джорджа Латимера Бейтса (1863—1940), американского натуралиста, путешествовавшего по Западной Африке.
Естественная среда обитания — влажные тропические низменные леса. Этим жабам необходимы высокие леса; в сильно деградированных местообитаниях они не встречаются. Днём ведут наземный образ жизни, ночью поднимаются на растительность. Размножаются в дуплах деревьев, содержащих воду. В некоторых местах виду может угрожать потеря среды обитания.